# S.T.A.L.K.E.R.: Call of Pripyat
S.T.A.L.K.E.R.: Call of Pripyat is een computerspel ontwikkeld en uitgegeven door GSC Game World voor Windows. Het spel is uitgekomen in Rusland op 2 oktober 2009, op 5 november in Europa, en op 2 februari 2010 in de VS.
Het spel behoort tot het genre first-person shooter, maar heeft rollenspelelementen. Het acroniem "STALKER" staat voor Scavenger, Trespasser, Adventurer, Loner, Killer, Explorer, Robber.

## Verhaal
Het verhaal begint onmiddellijk na het einde van het eerste deel Shadow of Chernobyl. Nadat de regering een open pad naar het centrum van de zone heeft ontdekt, start het een grote militaire operatie genaamd "Operation Fairway", die de kerncentrale onder controle moet brengen. Volgens het operationele plan moet de eerste militaire eenheid verkenning vanuit de lucht uitvoeren en een kaart maken met alle anomaliën zodat de veiligheidstroepen ze kunnen ontwijken. Maar ondanks de grondige voorbereiding mislukt de operatie: alle verkenningshelikopters storten neer.
De Oekraïense beveiligingsdienst, SBU, stuurt vertegenwoordiger Majoor Alexander Degtyarev naar het centrum van de Zone om informatie te verzamelen over de mislukte operatie.

## Gameplay
Anders dan bij de voorgangers heeft het spel geen tutorial. De speler wordt alleen gelaten aan de rand van een gebied en wordt onmiddellijk geconfronteerd met de zone.
Net als Shadow of Chernobyl zijn meerdere speleindes mogelijk. Deze bestaan echter uit verschillende gedeeltelijke versies die de successen en nederlagen van de speler weerspiegelen.
In het spel zijn drie grote gebieden die men kan bereiken via handlangers. Ook zijn er gedetailleerde replica's van het Yanov-treinstation, de beruchte Jupiter-fabriek, het dorpje Kopatsji en een deel van de stad Pripjat.

## Ontvangst
S.T.A.L.K.E.R.: Call of Pripyat ontving meer positieve recensies dan het voorgaande deel. Op aggregatiewebsite Metacritic heeft het spel een verzamelde score van 80%.